# Sindaco di Davao
Il Sindaco di Davao (Filippino: Alkalde ng Davao; inglese: Mayor of Davao o Davao Mayor) è l'autorità elettiva che governa la città di Davao.
Il sindaco presiede nella City Hall ed un suo singolo mandato ha la durata di 3 anni. Come tutti i capi di governo locali nelle Filippine, è eletto tramite voto popolare e non può candidarsi per quattro mandati consecutivi. Un ex-sindaco può tuttavia tornare al potere dopo l'intervallo di un mandato. In caso di morte, dimissioni o incapacità dell'autorità, il vice-sindaco è autorizzato a prenderne il posto. Il ruolo è stato creato nel 1937. Il primo sindaco è stato Santiago Artiaga; l'attuale sindaco è Sara Duterte, eletta nel 2016.

## Storia
A seguito della sua rapida espansione demografica durante le prime decadi del XX secolo, Davao venne inaugurata come charter city il 16 ottobre 1936 dal Presidente Manuel L. Quezon, divenendo così uno dei primi due centri abitati di Mindanao ad essere convertito a città, assieme a Zamboanga. Mentre l'Atto Presidenziale entrò in vigore solamente a partire dal 1º marzo 1937, il 20 novembre 1936 Quezón aveva designato Nicasio S. Valderrosa e Santiago Artiaga, rispettivamente, come sindaci di Davao e Zamboanga. Il 5 dicembre 1936, su richiesta dei cittadini di Zamboanga, Quezón scambiò di posto i due Sindaci sino ai riti di inaugurazione del marzo seguente che ne ufficializzarono le rispettive cariche. Benché Artiaga sia de iure il Sindaco inaugurale di Davao, Valderrosa è pertanto considerato de facto il primo Sindaco della città.
Tra il 1936 e il 1955 la carica di primo cittadino era designata dal governo. Dal 1955 è eletto direttamente dai cittadini, su cadenza quadriennale sino al 1992. A partire dalle elezioni amministrative del 1992 il mandato del Sindaco è stato ridotto a tre anni. 
A seguito della rivoluzione del Rosario, il governo di Corazon Aquino ordinò le dimissioni di tutti gli esponenti politici nazionali e locali affiliati alla vecchia amministrazione, tra cui il Sindaco allora in carica Elias Lopez. Tra il 1986 e il 1988 la carica di primo cittadino fu occupata temporaneamente da due commissari (in inglese Officer in Charge o OIC) selezionati dal governo, Zafiro L. Respicio e Jacinto T. Rubillar, sino alle elezioni amministrative del gennaio 1988.
Il sindaco di Davao rimasto in carica più a lungo è stato Rodrigo Duterte, membro di una nota famiglia del luogo ed eletto su più mandati tra il 1988 e il 2016, per un totale di oltre ventidue anni come primo cittadino.

## Sindaci
Di seguito è riportato l'elenco dei sindaci di Davao in ordine cronologico. 

### Sindaci designati (1936–1955)
- Nicasio S. Valderrosa (1936)
- Santiago Artiaga (1936–1938)
- Agustin Alvarez (1938–1940)
- Pantaleon A. Pelayo Sr. (1940–1941)
- Alfonzo G. Oboza Sr. (1941–1942)
- Juan A. Sarenas (1943–1944)
- Donato Endriga (1944–1945)
- Apolinario C. Cabigon (1946–1946)
- Fundador R. Villafuerte (1946–1947)
- Leon A. Garcia (1947–1949)
- Bernardo B. Teves (1949–1953)
- Rodolfo B. Sarenas (1953–1954)
- Julian A. Rodriguez Sr. (1954–1955)

### Sindaci eletti direttamente dai cittadini (1955–oggi)
| Sindaco        | Sindaco             | Partito                          | Partito                         | Mandato          | Mandato          | Elezione      |
| Sindaco        | Sindaco             | Partito                          | Partito                         | Inizio           | Fine             | Elezione      |
| -------------- | ------------------- | -------------------------------- | ------------------------------- | ---------------- | ---------------- | ------------- |
|                | Carmelo L. Porras   |                                  | Partito Nazionalista            | 1955             | 1959             | Elezioni 1955 |
| 1959           | Carmelo L. Porras   | 1963                             | Partito Nazionalista            | Elezioni 1959    |                  |               |
| 1963           | Carmelo L. Porras   | 1967                             | Partito Nazionalista            | Elezioni 1963    |                  |               |
|                | Elias Lopez         |                                  | Partito Nazionalista            | 1967             | 1971             | Elezioni 1967 |
|                | Luis Santos         |                                  | Partito Nazionalista            | 1971             | 1975             | Elezioni 1971 |
| 1976           | Luis Santos         | 1981                             | Partito Nazionalista            | [ 3 ]            |                  |               |
|                | Elias Lopez         |                                  | Movimento della Nuova Società   | 1981             | 1986             | Elezioni 1981 |
|                | Zafiro L. Respicio  |                                  | Commissario prefettizio         | 4 aprile 1986    | 2 novembre 1987  | –             |
|                | Jacinto T. Rubillar |                                  | Commissario prefettizio         | 17 dicembre 1987 | 1º febbraio 1988 | –             |
|                | Rodrigo Duterte     |                                  | Indipendente (UNIDO)            | 2 febbraio 1988  | dicembre 1990    | Elezioni 1988 |
|                | Rodrigo Duterte     | Partito Nazionalista (Lakas-CMD) | dicembre 1990                   | 30 giugno 1992   |                  | Elezioni 1988 |
| 30 giugno 1992 | Rodrigo Duterte     | Partito Nazionalista (Lakas-CMD) | 30 giugno 1995                  | Elezioni 1992    |                  |               |
| 30 giugno 1995 | Rodrigo Duterte     | Partito Nazionalista (Lakas-CMD) | 30 giugno 1998                  | Elezioni 1995    |                  |               |
|                | Benjamin de Guzman  |                                  | Alyansa (LAMP)                  | 30 giugno 1998   | 30 giugno 2001   | Elezioni 1998 |
|                | Rodrigo Duterte     |                                  | PDP-Laban                       | 30 giugno 2001   | 30 giugno 2004   | Elezioni 2001 |
| 30 giugno 2004 | Rodrigo Duterte     | 30 giugno 2007                   | PDP-Laban                       | Elezioni 2004    |                  |               |
| 30 giugno 2007 | Rodrigo Duterte     | ottobre 2009                     | PDP-Laban                       | Elezioni 2007    |                  |               |
|                | Rodrigo Duterte     | Partito Liberale                 | ottobre 2009                    | Elezioni 2007    | 30 giugno 2010   |               |
|                | Sara Duterte-Carpio |                                  | Indipendente (Partito Liberale) | 30 giugno 2010   | 30 giugno 2013   | Elezioni 2010 |
|                | Rodrigo Duterte     |                                  | Hugpong                         | 30 giugno 2013   | 30 giugno 2016   | Elezioni 2013 |
|                | Sara Duterte-Carpio |                                  | Hugpong                         | 30 giugno 2016   | 30 giugno 2019   | Elezioni 2016 |
| 30 giugno 2019 | Sara Duterte-Carpio | 11 novembre 2021                 | Hugpong                         | Elezioni 2019    |                  |               |
|                | Sara Duterte-Carpio | Lakas-CMD                        | 11 novembre 2021                | Elezioni 2019    | 30 giugno 2022   |               |
|                | Sebastian Duterte   |                                  | Hugpong                         | 30 giugno 2022   | in carica        | Elezioni 2022 |